# Hermann Broch
Hermann Broch (1. listopadu 1886 Vídeň – 30. května 1951 New Haven v Connecticutu) byl rakouský spisovatel a esejista, představitel literární moderny a bojovník proti fašismu.

## Život a dílo
Broch pocházel ze zámožné židovské rodiny vídeňského textilního továrníka Josefa Brocha a jeho ženy Johanny. Studoval textilní školu a v letech 1908 až 1927 pracoval v otcově textilním závodu, kdy jej ke zděšení celé zbylé rodiny prodal a jal se studovat matematiku, psychologii a filosofii. Nadále se věnoval pouze činnosti literární a filosofické.
Při krachu rakouských bank ve 20. letech přišel o téměř všechen rodinný majetek. Tuto ztrátu chápal však pouze jako ulehčení od břemene majetku a uvolnění rukou pro svou nadcházející kariéru básníka, spisovatele a filosofa.
Broch byl v meziválečném období častým frekventantem vídeňských kaváren, kde se setkával s takovými osobnostmi jako např. Robert Musil či Franz Blei. Udržoval blízké kontakty s proslulými ženami německého kulturního světa, mj. Milenou Jesenskou, která Brocha učila česky, nebo s rakouskou žurnalistkou Eou von Allesch, již zpodobnil v druhém díle románu Náměsíčníci. Později byl velkým obdivovatelem díla Jamese Joyce a jeho román Odysseus považoval za ojedinělé literární dílo schopné pojmout stávající svět ve své komplexnosti. Dále vyzdvihoval dílo básníka Charlese Baudelaira, malířské umění Paula Cézanna a Wagnerovu operní tvorbu.

### Náměsíčníci
V letech 1928 až 1932 vznikla Brochova literární prvotina, románová trilogie Die Schlafwandler (Náměsíčníci), pojednávající o úpadku hodnot v Německu na přelomu 19. a 20. století. Román ve své třetí části obsahuje rozsáhlý Esej o rozpadu hodnot, což bylo nejen téma Náměsíčníků, ale i řady dalších Brochových prací. Brochova filosofie je silně ovlivněna Kantovým dílem.

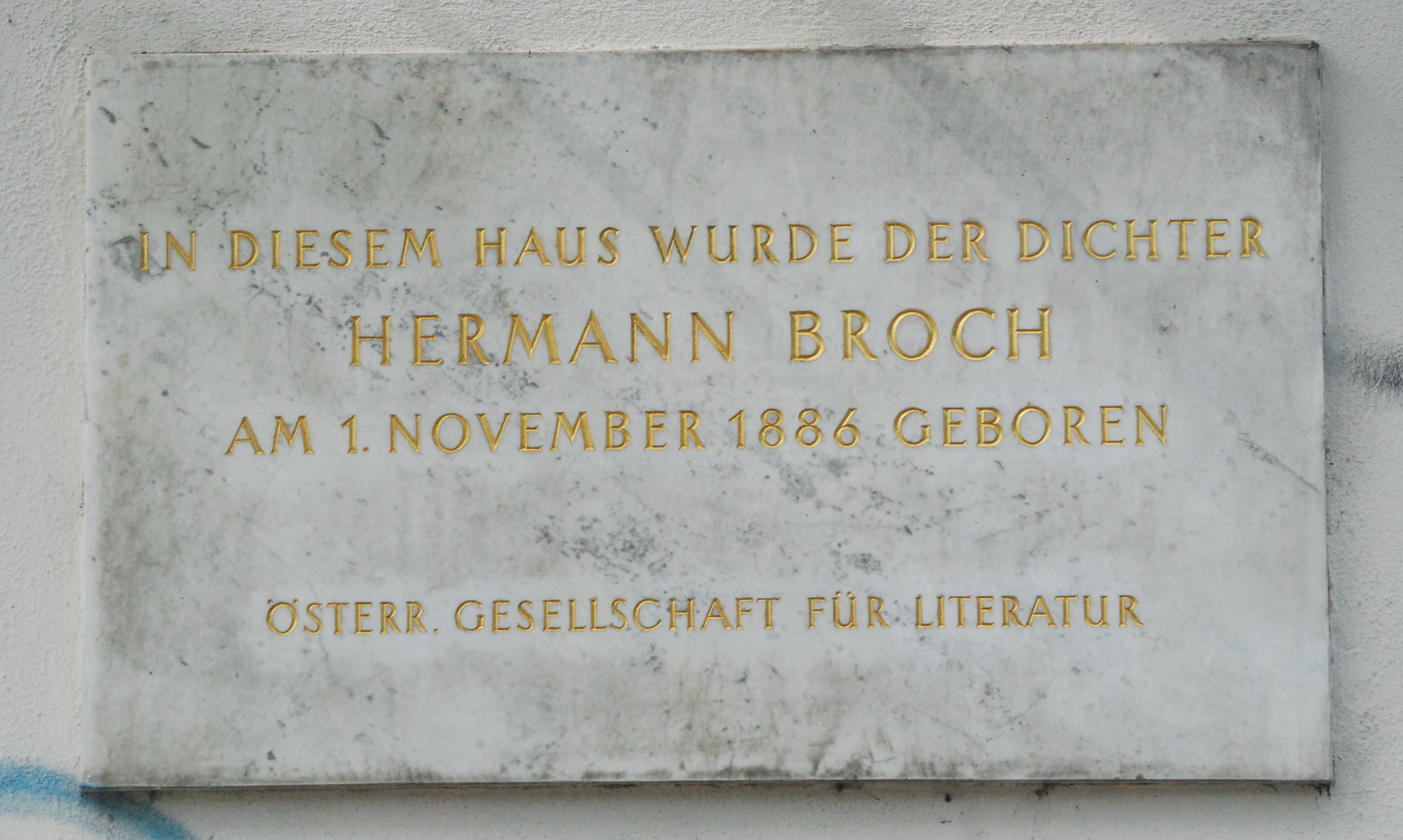
Pamětní deska ve Vídni (Franz-Josefs-Kai 37, Wien-Innere Stadt)

Po nástupu Hitlera k moci v roce 1933 se Broch zařadil k literátům, kteří se snažili upozornit na hrozící nebezpečí nacismu. V esejích Das Böse im Wertsystem der Kunst a Das Weltbild des Romans rozvinul vlastní teorii o estetické a společenské funkci kýče (v tomto bodě na něj ve svých dílech navázal mj. Milan Kundera, který se problematikou kýče rovněž zevrubně zabýval). Kýč označil za více než estetickou kategorii, ale za sociální a politický fenomén. Adolf Hitler byl pro něj typickým představitelem tzv. Kitsch-Mensch (člověka - kýče).
Dalším velkým Brochovým tématem byl úpadek západního světa, představený v beletristické rovině již v románu Náměsíčníci. Tak jako např. Robert Musil předvedl úpadek Rakouska-Uherska kritikou fiktivní „Kakánie“ a Karl Kraus nazval Podunajskou monarchii „výzkumnou laboratoří celosvětové destrukce“, přinesl Broch pojem „die fröhliche Apokalypse“ (rozmařilá apokalypsa), obraz císařské Vídně před první světovou válkou, která podle něj představovala „hodnotové vakuum doby“ a „hlavní město kýče“.

### Očarování
V letech 1933 až 1936 vytvořil román Die Verzauberung, protihitlerovskou vizi autority a podřízenosti. Román má dvě verze, obě vyšly až po Brochově smrti, nejprve jako Der Versucher (Pokušitel, 1953) a pak jako Die Verzauberung (Očarování, 1976). Dílo se ve výrazně epickém příběhu na pozadí horské krajiny zabývá otázkou moci mýtu v myšlení lidí, jejich schopnosti z něj čerpat ukotvení pro svou existenci, ale i jeho klamavostí, která vede k slepé poslušnosti vůči diktatuře a rasismu. V díle jsou přítomny rozsáhlé lyrizující pasáže úchvatným způsobem popisující horskou krajinu. V češtině vyšla jak první verze Pokušitel, tak definitivní, pozdější verze pod názvem Očarování.
Broch proslul svou korespondencí s předními evropskými intelektuály, např. s Albertem Einsteinem, Hannah Arendtovou, Pavlem Eisnerem či Thomasem Mannem. Věřil, že korespondence je svébytný literární a filosofický žánr a jeho dopisy dosáhly vysoké stylistické i duchovní úrovně. Po jeho smrti byla řada jeho dopisů vydána knižně (i česky).
Po anexi Rakouska ke Třetí říši byl Broch pro svou literární činnost i pro svůj židovský původ ve smrtelném ohrožení. Díky osobním intervencím Jamese Joyce, Thomase Manna a Alberta Einsteina získal povolení opustit Rakousko. Jeho matka však zahynula v koncentračním táboře. Emotivní prožitky z výslechů na gestapu a ve vězení v Altaussee použil v románu Smrt Vergilova. Jeho díla byla v Třetí říši zakázána.
Broch nejprve odcestoval do Skotska, později do Spojených států amerických, kde strávil zbytek života v New Haven v Connecticutu. V emigraci napsal román Smrt Vergilova a několik esejů. Krátce přednášel německou literaturu na univerzitě v Yale.

### Smrt Vergilova
Der Tod des Vergil (Smrt Vergilova) je považován za Brochův největší, tzv. lyrický román. S nesmírně komplikovanou syntaxí líčí Broch ve čtyřech dílech románu (nazvaných podle živlů Voda, Oheň, Země a Vzduch) poslední hodiny života básníka Vergilia. Text je plně nesen metodou proudu vědomí, přesto do něj vstupují dějové části – vylodění císařského loďstva se smrtelně nemocným básníkem, jeho vnímání davu, opilců, jeho dialogy s lékaři, císařem a přáteli, jeho platonická láska k chlapci, který jej celou dobu doprovází. Broch v hutném filosofickém textu traktuje zoufalství z nedosažitelnosti reality na tomto světě (řetězení symbolů), vyjadřuje se ke vztahu mezi krásou a pravdou, mezi světskou mocí a uměním... Vergilius po prohlédnutí klamavosti a falše v principu krásy ve svém díle požaduje, aby jeho nedokončené vrcholné dílo Aeneis bylo zničeno. Tváří v tvář zániku pozbývá poezie smyslu. Císař Augustus pokládá tento požadavek za blouznění nemocného a trvá na zachování básníkova eposu – především kvůli prestiži, které dílo Římské říši vynese. V závěrečném dílu románu Vzduch je popsána samotná Vergilova smrt: vysoce abstraktním způsobem, pomocí metafor a astronomické symboliky, zde Broch popisuje svou představu o přechodu jedince od vědomí k jeho zániku.
Toto Brochovo vrcholné dílo je velmi komplikované pro čtenáře (neustálé odkazy k dobovým reáliím, ornamentální ukotvování děje pomocí starého kalendáře a astrologie, věty přes několik stránek, přechody do blankversu atd.), což například oproti Náměsíčníkům výrazně snižuje jak čtenářský ohlas, tak množství kritické reflexe. Román prvně vyšel ve Spojených státech amerických v anglickém překladu v roce 1945, do češtiny je přeložen díky bilingvnímu básníku Rio Preisnerovi.
Ve Spojených státech amerických Broch začal, podobně jako již dříve Elias Canetti, pracovat na teoretickém díle o masovém chování. Přípravu Teorie masové psychózy (Massenwahrtheorie), kterou umělecky zapracoval ve své románové tvorbě, však přerušila jeho smrt. Zemřel v roce 1951. Posmrtně byl vydán jeho poslední román Die Schuldlosen (Nevinní).
Kromě Milana Kundery se stalo Brochovo dílo významnou inspirací i pro např. Hannah Arendtovou, Susan Sontagovou, Carlose Fuentese či Aldouse Huxleyho.

## Dílo
- Das Weltbild des Romans, 1930. Esej.
- Die Schlafwandler: Ein Romantrilogie: Passenow; oder, Die Romantik – 1888, 1931; Esch; oder, Die Anarchie – 1903, 1931; Huguenau, oder, Die Sachlichkeit – 1918., 1932 (česky Náměsíčníci: Pasenow neboli romantika, 1888; Esch neboli anarchie, 1903; Hugenau neboli věcnost 1918., překl. Rio Preisner, 1966).
- Die Entsühnung, 1932. Divadelní hra (česky Rozhřešení, překl. Jiří Husák, 1990).
- Die Unbekannte Grösse, 1933. Román.
- Das Böse im Wertsystem der Kunst, 1933. Esej (česky Román – mýtus – kýč, překl. Naděžda Macurová, 2009 [7 esejů vybral M. Kundera]).
- Aus der Luft gegriffen , 1934. Divadelní hra.
- James Joyce und die Gegenwart, 1935. Esej.
- Völkerbund-Resolution, 1937. Esej.
- Psychische Selbstbiographie, 1943. Autobiografie.
- Der Tod des Vergil, 1945. Román (česky Smrt Vergilova, překl. Rio Preisner, 1967).
- Hofmannsthal und seine Zeit, 1948. Esej.
- Die Intellektuellen und der Kampf um die Menschenrechte, 1950. Esej.
- Trotzdem: Humane Politik. Verwirklichung einer Utopie, 1950. Esej.
- Die Schuldlosen, 1950. Esej.
- Der Versucher, posmrtně 1953. Román (česky Pokušitel, překl. Rio Preisner, 1969).
- Die Verzauberung, posmrtně 1976. Román (česky Očarování, překl. Božena Koseková, 1996 [zatímco překlad Pokušitele představuje kompilaci tří vesměs nedokončených verzí rukopisu, Očarování vychází z verze první]).
  - Román byl v roce 2017 zpracován v Českém rozhlasu jako patnáctidílná četba na pokračování. Pro rozhlas upravil: Jiří Vondráček, četl Jaromír Meduna, reži měl Tomáš Vondrovic.
- Massenwahntheorie, posmrtně 1979. Esej.
- Teorie masového šílenství, Academia, 2013. Do češtiny přeložil Milan Váňa. ISBN 978-80-200-2260-8
- Náměsíčníci, Academia, 2012. Do češtiny přeložil Rio Preisner. ISBN 978-80-200-2156-4

Krom výše zmíněných napsal Broch fragment románu Bergroman, několik kratších povídek, úvah a stovky dopisů.